# Piscinas
Piscinas är en ort och kommun i provinsen Sydsardinien i regionen Sardinien i sydvästra Italien. Kommunen hade 860 invånare (2017).